# 1. FC Burladingen
Der 1. FC Burladingen ist ein Fußballverein aus Burladingen im Zollernalbkreis in Baden-Württemberg.

## Geschichte
Der 1. FC Burladingen wurde am 30. Juli 1965 durch die Abspaltung der Fußballabteilung des TSV Burladingen gegründet. In seiner ersten Saison stieg der Klub in die 1. Amateurliga Schwarzwald-Bodensee auf. 1966/67 beendete die Mannschaft dort die Saison auf Platz 9. In der Saison 1967/68 stieg der Verein ab. Am Ende der folgenden Saison lag der 1. FC Burladingen in der Gruppe 4 der 2. Amateurliga Württemberg einen Punkt hinter dem SV 03 Tübingen und verpasste damit den Wiederaufstieg in die 1. Amateurliga knapp. 1969/70 stieg die Mannschaft in die A-Klasse-Zollern ab. Danach gelang der direkte Wiederaufstieg in die 2. Amateurliga Württemberg. In der Spielzeit 1972/73 stieg der 1. FC Burladingen erneut in die A-Klasse-Zollern ab. 2012/13 erreichte man die Meisterschaft in der Kreisliga A Zollern Staffel 2, was den Aufstieg in die Bezirksliga bedeutete, 2024/25 spielt man in der Kreisliga A.